# Barbat na Rabu
Barbat na Rabu (do roku 1931 pouze Barbat, italsky Barbato) je vesnice a přímořské letovisko v Chorvatsku v Přímořsko-gorskokotarské župě. Nachází se na ostrově Rab a je součástí opčiny města Rab. Žije zde přibližně 1 100 obyvatel.
Jedinou sousední vesnicí je Banjol.